# V-1 비행폭탄

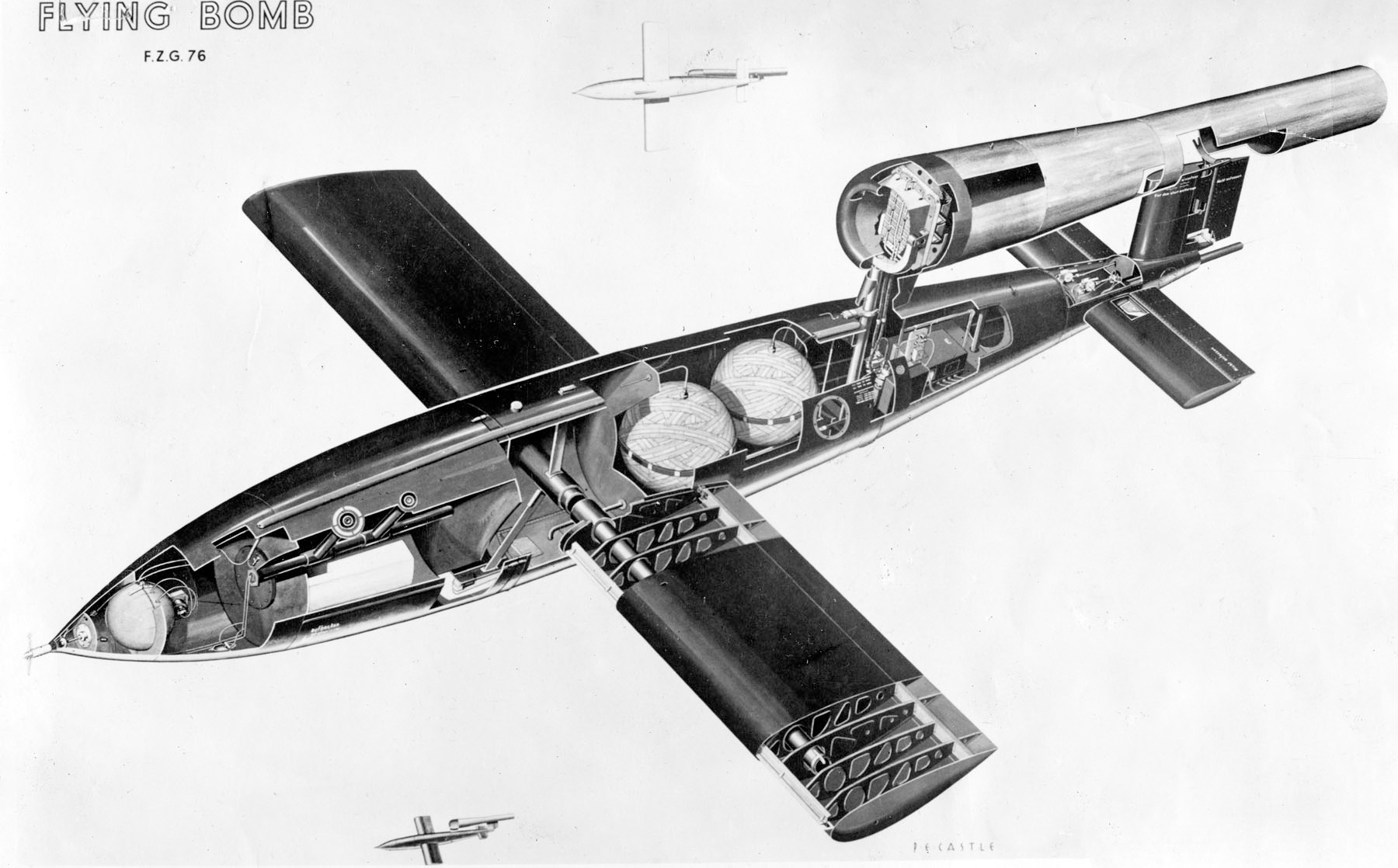
V-1의 단면도

보복무기 1호(독일어: Vergeltungswaffe 1)는 초기형 순항유도탄이자 펄스제트를 동력으로 사용한 최초의 항공기이다.
V-1은 제2차 세계 대전 당시 나치 독일 공군에서 페네뮌데 육군연구소에 시켜 개발했다. 최초 개발 당시 암호명은 버찌씨라는 뜻의 키르히케른(독일어: Kirschkern)이었다. 런던에 대한 전략폭격 용도로 개발된 보복무기 시리즈 중 첫 번째 물건으로, 사정거리가 짧았기 때문에 프랑스 및 네덜란드 연안(예: 파드칼레)에서 발사되었다. 최초의 V-1 발사는 1944년 6월 13일에 있었는데, 그로부터 불과 1주일 뒤 연합군은 유럽 본토에 상륙(오버로드 작전)한다. 가장 많을 때는 하루에 100개 이상의 V-1이 영국 남동부로 발사되었다. 총 발사된 개수는 9,521개였다. 사정거리에 영국이 들어오는 마지막 발사장이 연합군에게 함락당한 뒤 V-1들은 안트베르펜 항을 비롯한 벨기에 지역 표적들을 타격했다. 이후 전쟁이 끝날 때까지 한 달 동안 2,448개의 V-1이 발사되었다. 마지막 발사장은 1945년 3월 29일 연합군에게 접수되었다.
영국은 V-1들이 표적에 닿기 전에 격추하기 위해 대공포와 요격기를 비롯한 장비를 동원해 방공전을 벌였는데 이를 쇠뇌 작전이라고 한다. 그러는 한편 지하의 V-1 격납고들에 대한 전략폭격도 동시에 수행되었다.

## 같이 보기
- 미사일 목록
- 페이퍼클립 작전
- V-2 로켓
- V-3 캐넌